# Cubillos del Sil
Cubillos del Sil ist eine Gemeinde mit 1.719 Einwohnern (Stand: 2024) im nordwestlichen Zentral-Spanien in der Provinz León in der Autonomen Gemeinschaft Kastilien-León. Die Gemeinde besteht neben dem Hauptort Cubillos del Sil aus den Ortschaften Cabañas de la Dornilla, Cubillinos, Finolledo, Fresnedo und Posadina.

## Geografie
Cubillos del Sil liegt etwa 105 Kilometer westlich von León in einer Höhe von ca. 580 m. Der Río Sil, der die östliche Gemeindegrenze bildet, wird hier zur Embalse de Bórcena aufgestaut. Im Gemeindegebiet befindet sich das Wärmekraftwerk Central Térmica Compostilla II.

## Bevölkerungsentwicklung
| Jahr        | 1900 | 1950 | 1970 | 1981 | 1991 | 2001 | 2011 | 2021 |
| ----------- | ---- | ---- | ---- | ---- | ---- | ---- | ---- | ---- |
| Einwohner   | 654  | 1081 | 1242 | 1084 | 1508 | 1514 | 1830 | 1796 |
| Quelle: INE |      |      |      |      |      |      |      |      |

## Sehenswürdigkeiten
- Burgruine von Fresnedo
- Burgruine von Posadina
- Christopheruskirche in Cubillos del Sil
- Rochuskapelle in Cubillos del Sil
- Himmelfahrtskirche in Fresnedo
- Eulalienkirche in Finolledo
- Mamedkirche in Cabañas de la Dornilla

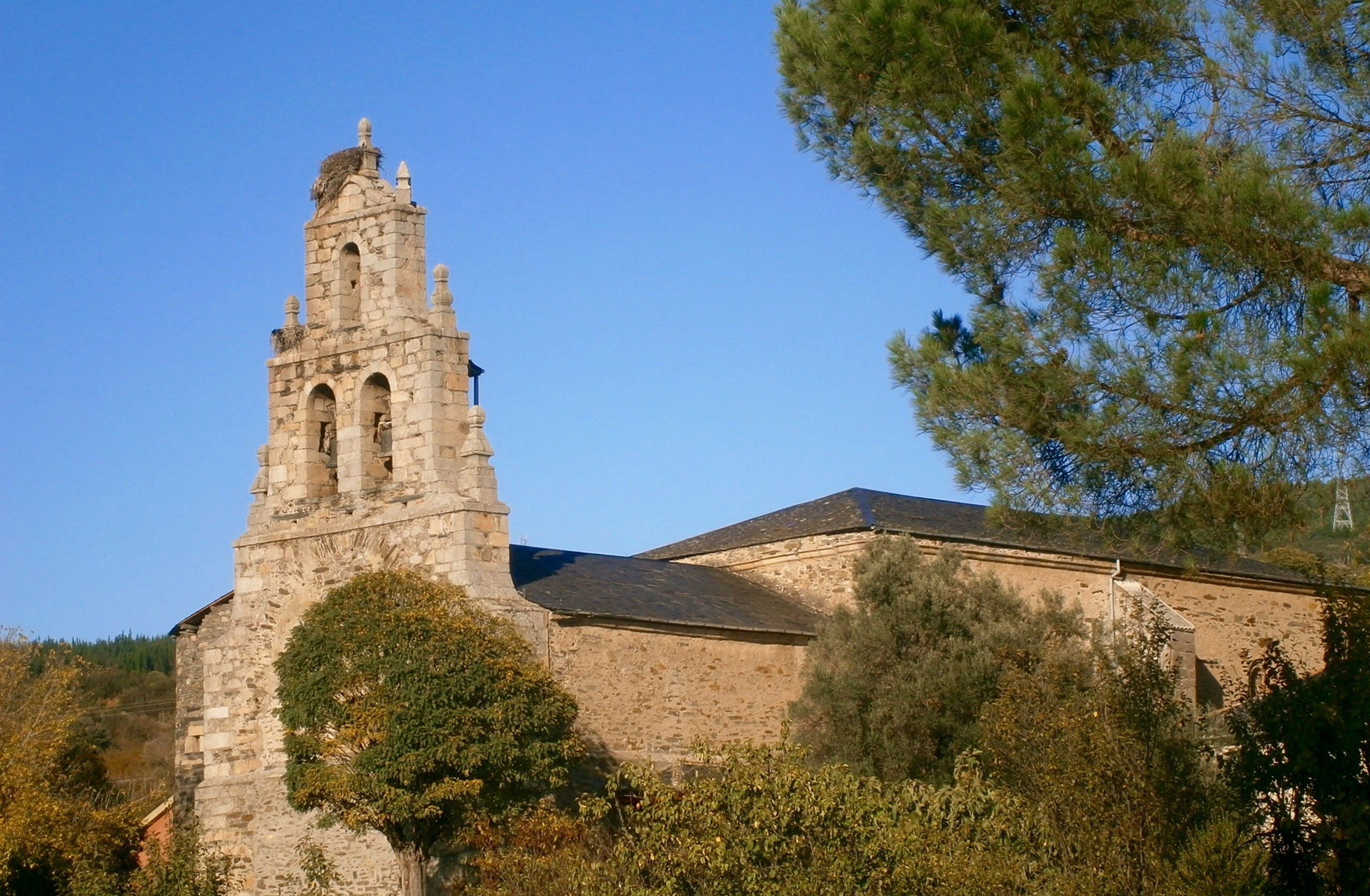
Christopheruskirche
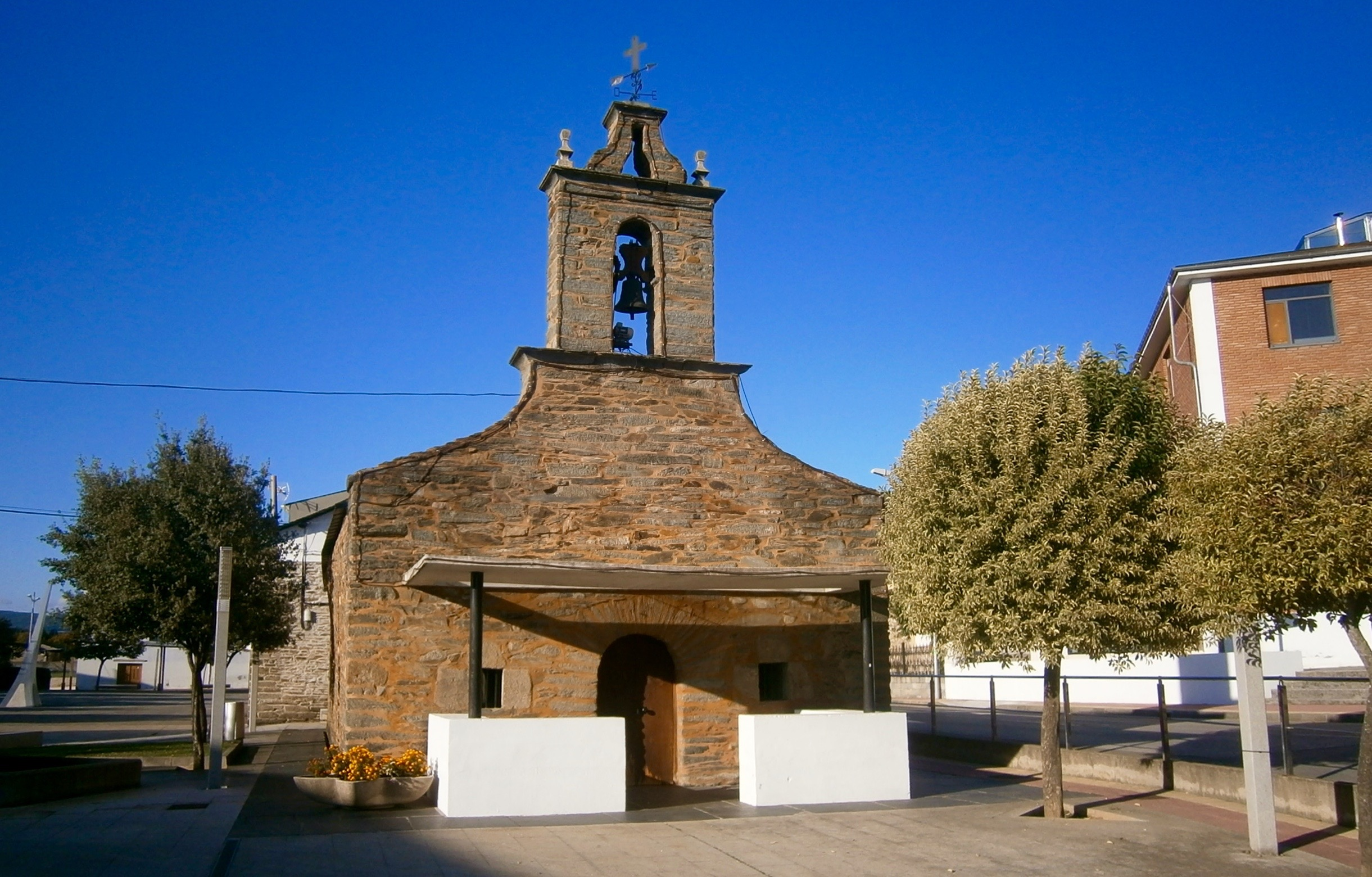
Rochuskapelle
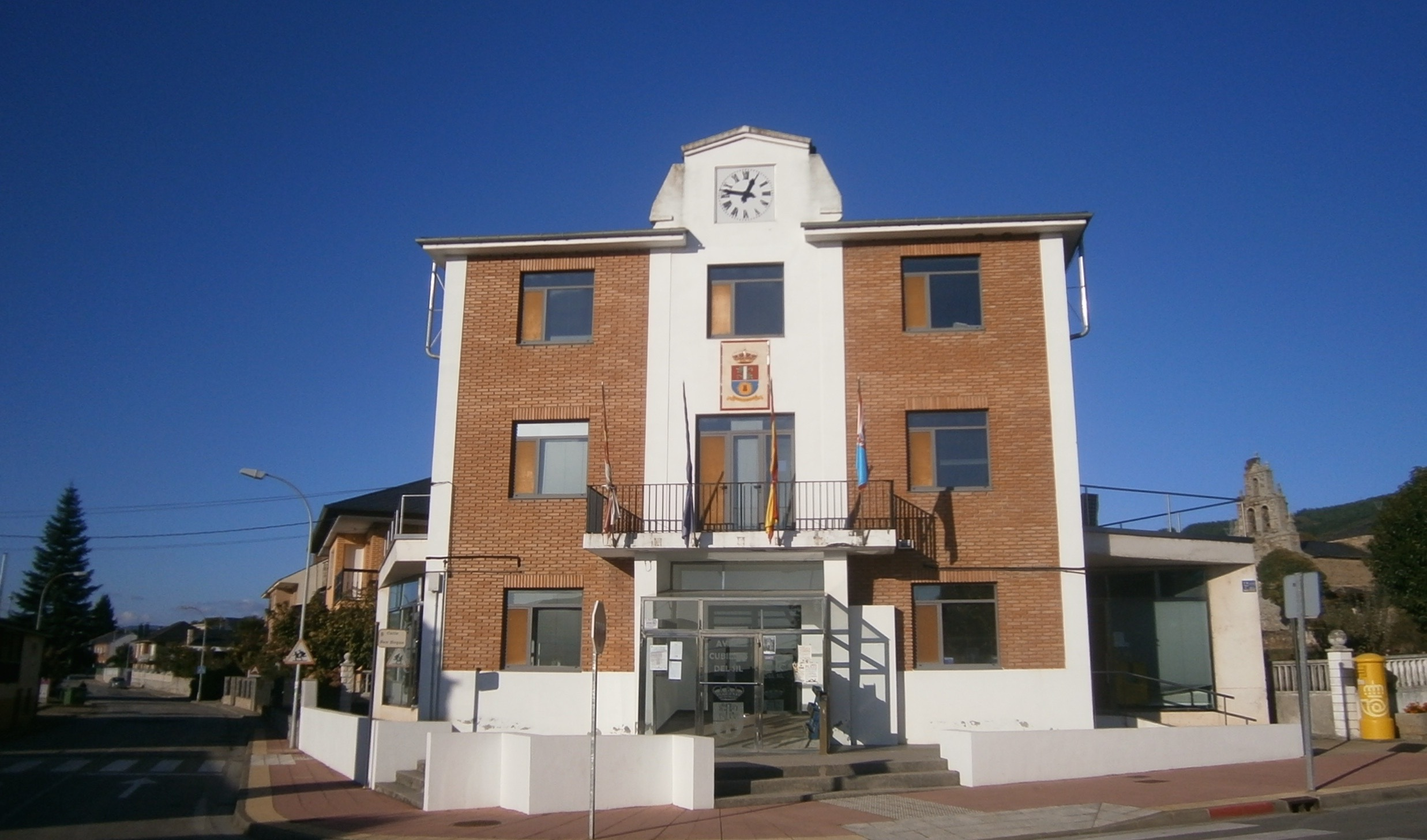
Rathaus

## Persönlichkeiten
- Juan Miguélez Mendaña Osorio (1656–1717), Kanzler von Granada (1705–1715) und Bischof von Tortosa (1715–1717)
- Severo Gómez Núñez (1859–1939), Geograf, General und Politiker